# Veslestabben
Veslestabben är en kulle i Antarktis. Den ligger i Östantarktis. Norge gör anspråk på området. Toppen på Veslestabben är 13 meter över havet.
Terrängen runt Veslestabben är kuperad åt sydost, men norrut är den platt. Havet är nära Veslestabben åt nordväst. Trakten är obefolkad. Det finns inga samhällen i närheten. 